# 3대혁명전시관
3대혁명전시관(三大革命展示館)은 조선민주주의인민공화국 평양직할시 서성구역에 위치한 전시관이다.
조선민주주의인민공화국의 3대혁명에 관한 정보와 자료들을 전시하고 있다.
조선민주주의인민공화국에서 생산된 차량의 야외 전시관도 있다.

## 같이 보기
- 평양시